# Viaduc de Goutte Vignole
Le viaduc de Goutte Vignole est un viaduc en courbe de l'autoroute française A89 situé entre les communes de Saint-Marcel-l'Éclairé et Saint-Forgeux, dans le département du Rhône, en France. D'une longueur de 622 mètres, il traverse le ruisseau de La Goutte Vignole et la route départementale RD83E.
Le viaduc fut construit entre juin 2009 et décembre 2011. Il a été mis en service lors de l'ouverture de l'autoroute A89 en janvier 2013.
Le viaduc se trouve à 400 mètres à l'est de la sortie du tunnel de Chalosset.

## Conception

### Tablier
Le tablier est un tablier en bipoutre mixte, il est découpé en travées de 88 mètres. La hauteur des poutres est de 3,60 mètres. Le dévers est de 2,5 % de chaque côté du tablier afin de permettre l'évacuation des eaux jusqu'au caniveau.

### Chaussée
La chaussée s'établit sur une largeur de 21,60 mètres avec une largeur des voies de 3,50 mètres. La chaussée est composée d'une couche d'étanchéité de 30 millimètres surplombée d'une couche de béton bitumineux de 80 millimètres.